# Hyposidra successaria
Hyposidra successaria là một loài bướm đêm trong họ Geometridae.